# Mine Premier
La Mine Premier est une mine de diamants souterraine possédée par Petra Diamonds, qui l'achète à la De Beers le 22 novembre 2007. Elle se situe près de la ville de Cullinan, dans la province du Gauteng, à 40 kilomètres à l'Est de Pretoria, la capitale de l'Afrique du Sud.
Fondée en 1902 par la De Beers, la mine est rebaptisée Mine du diamant Cullinan en novembre 2003, pour célébrer son centenaire. La mine devient en effet célèbre en 1905, lorsque le diamant Cullinan — à l'époque le plus gros diamant jamais trouvé — y est découvert.
La mine continue d'être à l'origine de grands diamants, qui pèsent fréquemment plus de 10 carats. Elle a ainsi produit plus de 750 pierres de plus de 100 carats, 130 de plus de 200 carats, et plus du quart des diamants connus de plus de 400 carats. Cette mine est également la seule mine connue où des diamants bleus furent trouvés.

## Diamants célèbres trouvés
Outre le Cullinan, des diamants exceptionnels et historiques ont été trouvés dans cette mine :
- en 1954, le  Niarchos  de 426 carats à l'état brut[3] ;
- en 1966, le Taylor-Burton de 241 carats à l'état brut[3] ;
- en 1978, le Premier Rose (en) de 353 carats à l'état brut[3] ;
- en 1985, le Golden Jubilee de 755 carats à l'état brut, qui est, après taille, avec 545,67 carats, le plus gros diamant taillé du monde[3] ;
- en 1986, le Centenary (en) de 599 carats à l'état brut[3] ;
- à une date inconnue, l'Oppenheimer Blue, taillé à 14,62 carats, devenu le 18 mai 2016 le plus cher diamant jamais vendu aux enchères.

Sous l'exploitation de Petra Diamonds, cette mine a donné d'autres diamants exceptionnels :
- en 2008, un diamant bleu de 26,6 carats. Après polissage, il donne un diamant bleu très pur (pureté IF, couleur « riche bleu éclatant » ou « fancy vivid blue ») qui bat le record du carat de diamant le plus cher lors de sa vente aux enchères par Sotheby's en 2009 pour 9,49 millions de dollars. Son acquéreur le baptise « Étoile de Joséphine »[3] ;
- le Cullinan Heritage 507 carats, vendu 35,3 millions de $ en février 2010, ce qui en fait le diamant brut le plus cher jamais vendu[3] ;
- en 2013, un diamant bleu de 25,5 carats vendu 16,9 millions de dollars[5] ;
- en juin 2014, un diamant bleu de 122,52 carats[6] ;
- en septembre 2014, un diamant blanc très pur (couleur D, type II) de 232,08 carats, estimé entre 10  et   20 millions de dollars[6].

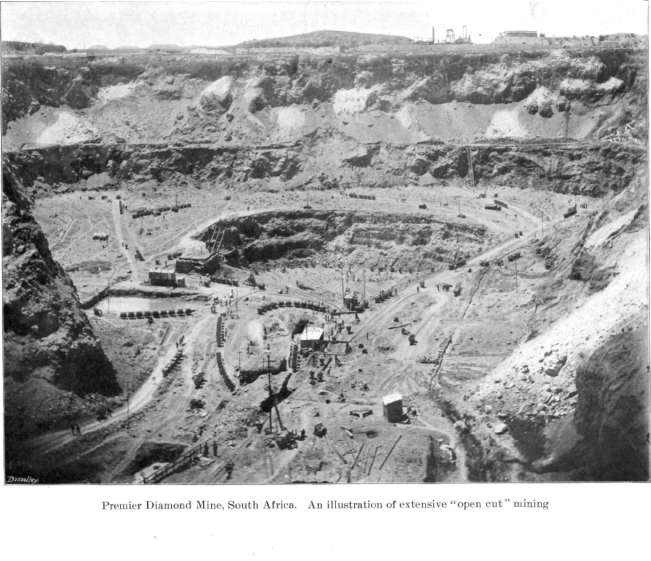
Vue de la mine, exploitée à ciel ouvert, en 1903.
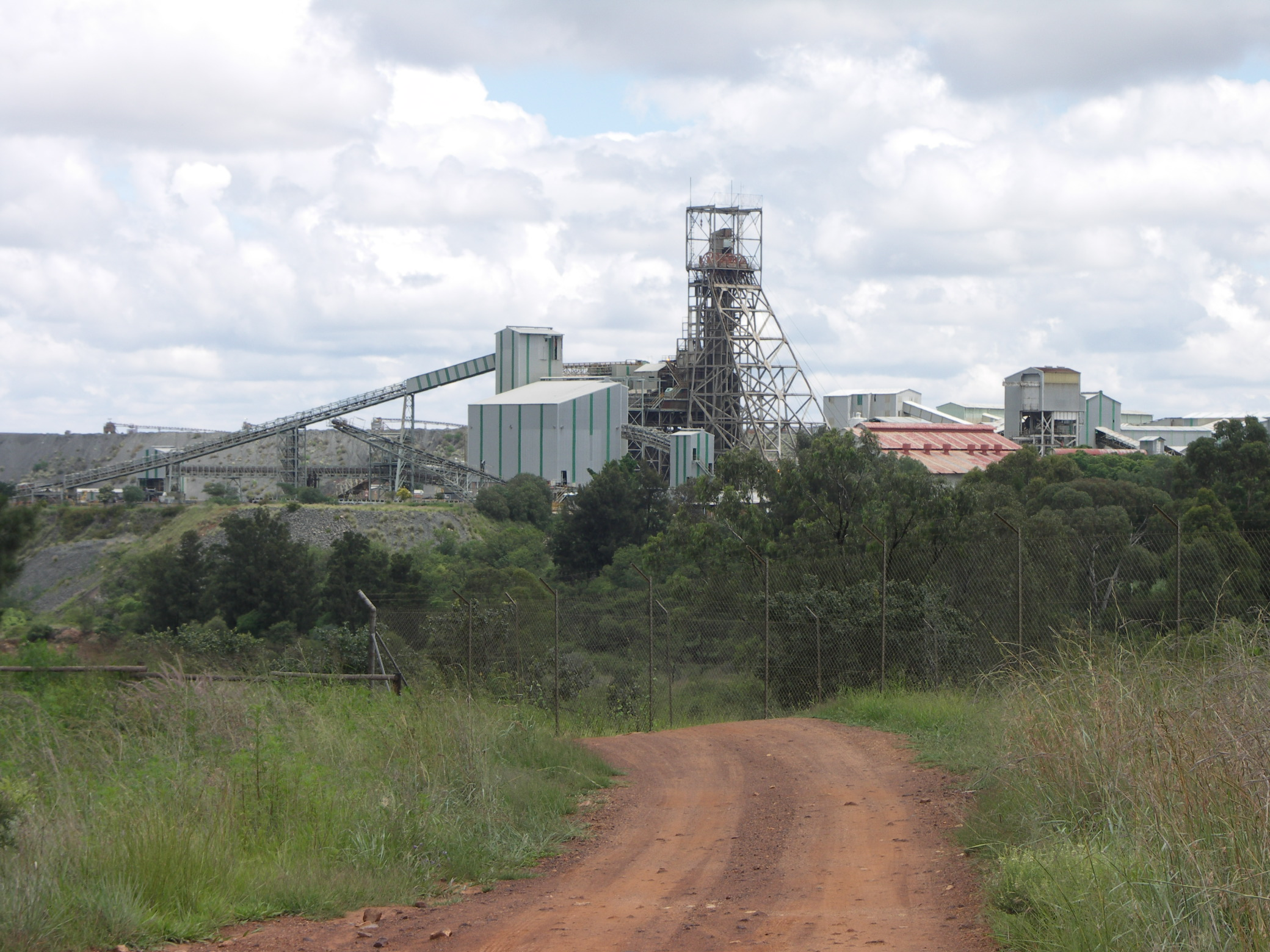
Chevalement actuel de la mine.